# Gulalai Ismail
Gulalai Ismail, née en 1986 à Swabi, est une militante pachtoune des droits humains au Pakistan et présidente du réseau Aware Girls and the Seeds of Peace. Elle parle de la paix au Pakistan ainsi que de l'autonomisation des femmes dans des conférences à l'échelle internationale, et a reçu le prix de l'Humaniste internationale de l'année émis par l'Union internationale humaniste et éthique, ainsi que le prix de la Paix de la Fondation Chirac.

## Biographie
Ismail est née à Swabi et a grandi à Peshawar, au Pakistan. Fille du professeur et militant des droits humains Mohammed Ismail, elle est instruite dès le plus jeune âge de la discrimination entre les sexes et des droits des femmes.
Elle est diplômée de l'Université Quaid-i-Azam à Islamabad en 2002 d'un Master of Philosophy de la biotechnologie,. À l'âge de 16 ans, elle fonde l'ONG Aware Girls avec sa sœur Saba Ismail, visant à remettre en cause la culture de la violence et de l'oppression des femmes dans les zones rurales de la province de Khyber Pakhtunkhwa dans la partie nord-ouest du Pakistan.
Ismail cherche à réunir les militants pour la paix afin de discuter des moyens de promouvoir la résistance pacifique aux talibans et à encourager les femmes à investir le champ politique. Elle souhaite également que des enquêtes soient faites sur l'impact psychologique du terrorisme sur les enfants et les familles. Malala Yousafzai a été participante d'Aware Girls en 2011. Elle a critiqué la stratégie de prévention du gouvernement britannique, disant qu'elle risquait de mener à l'aliénation des Musulmans et pourrait les transformer en personnes vulnérables à l'extrémisme. Ismail s'est également prononcée à l'encontre des lois sur le blasphème au Pakistan et l'effet que ces lois a eu sur la parole et l'activisme laïc ainsi que sur la sécurité des militants : « Je suis convaincue que sans une démocratie laïque, nous ne pourrons pas parvenir à la paix au Pakistan. »
En plus d'Aware Girls qu'elle continue à présider, Ismail lance le réseau Seeds for Peace en 2010, qui assure la formation des jeunes aux droits de l'Homme et au leadership politique, ainsi qu'à encourager la tolérance entre les personnes de différentes confessions. Seeds of Peace est une réponse à ce qu'elle voit comme une augmentation de la « talibanisation » de jeunes hommes et femmes vulnérables dans le district de Swabi et d'autres zones rurales. Selon le World Humanist Congress, « son travail se caractérise par la promotion de la paix et du pluralisme ; la remise en cause de l'extrémisme religieux et du militantisme ; la promotion de la bonne gouvernance dans les zones frappées par le militantisme, fournir une éducation civique pour les jeunes ; le renforcement de la démocratie ; et intégration de la dimension politique des jeunes femmes. »[réf. nécessaire]
Entre 2009 et 2011, Ismail assure le comité exécutif de The International Humanist et de l'Ethical Youth Organization et entre 2010 et 2012, a été Membre du Conseil d'administration du Women's Global Network for Reproductive Rights. Elle travaille également pour le Gender Working Group du United Network of Young Peacebuilders (UNOY), et est membre de l'Asian Democracy Network.
L'organisation d'Ismail a élargi son champ d'action pour inclure l'éducation sur des sujets tels que l'accès à l'avortement, le VIH et le SIDA. Gulalai et sa sœur Saba ont également agi à titre de conseiller pour la paix et les droits des femmes à l'ONU et pour les départements gouvernementaux américains.
Elle fut menacée pour son militantisme et a dû fuir son domicile, dans le passé. Le 16 mai 2014, quatre hommes armés ont tenté de pénétrer dans le domicile de sa famille, en criant le nom d'Ismail, qui avait été retardée par la perte de bagages à l'aéroport. Dans une interview avec la BBC, elle dit : « Je sais que les risques sont grands... parfois je crains pour les vies de ma famille... nous avons du déménager plusieurs encore et encore, nous avons du changer de domicile à cause du danger... Un des messages positifs que j'en retire est que l'impact de mon travail les effraie, que c'est pour cette raison qu'ils veulent me faire peur, pour que je me taise. »
En 2013, Ismail configure le service d'assistance téléphonique Marastyal qui donne des conseils et de l'aide aux femmes victimes de violences basées sur le genre. Le service donne des conseils juridiques et de l'aide médicale d'urgence et fonctionne à Peshawar,.

## Prix et reconnaissance

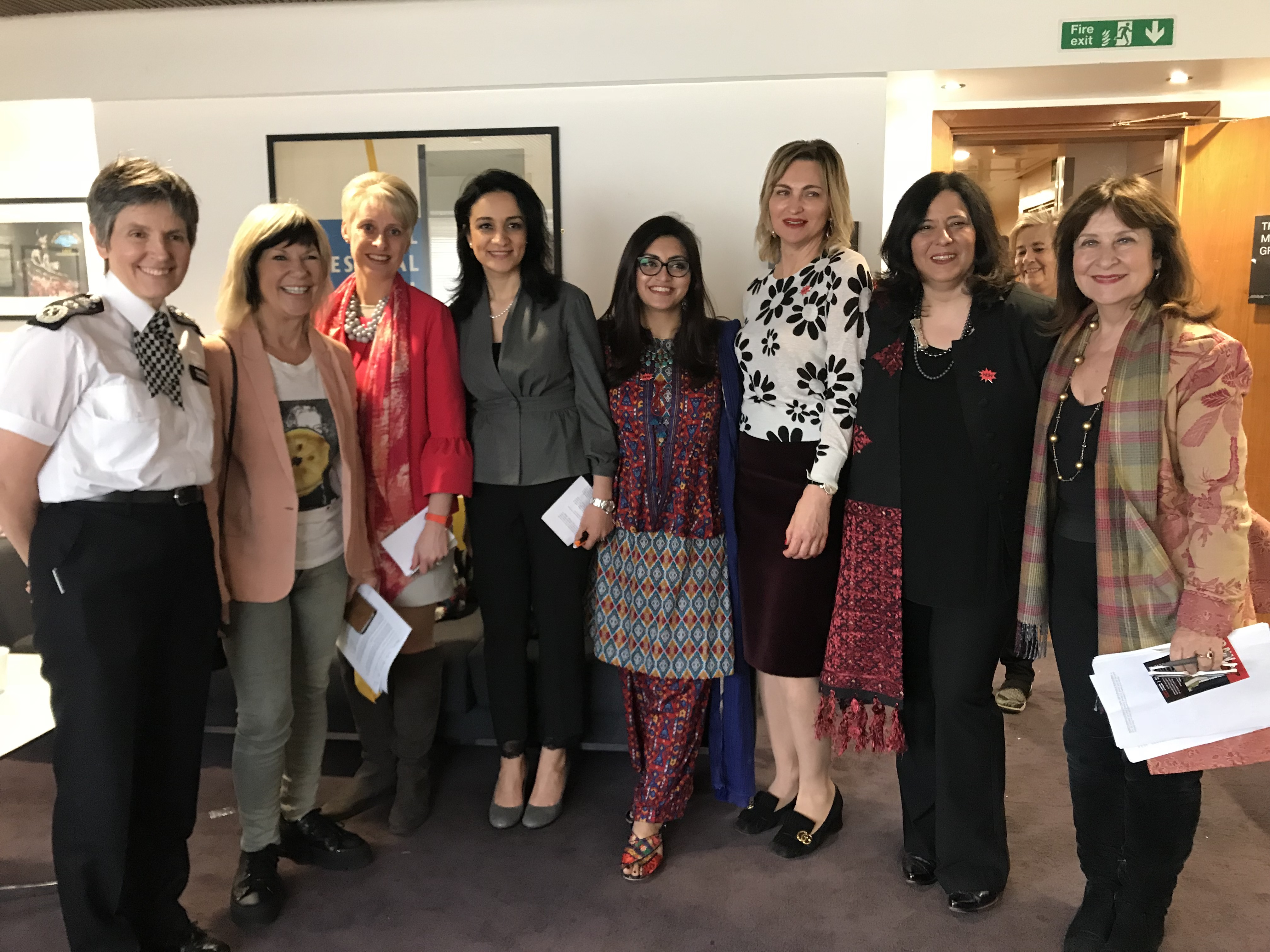
Gulalai Ismail au festival WOW en mars 2018.

Ismail remporte en 2009 la bourse de YouthActionNet.
En 2013, elle reçoit le prix de la Démocratie du National Endowment for Democracy et a été reconnue comme l'unedes 100 plus grands penseurs mondiaux de 2013 par Foreign Policy magazine.
Elle reçoit en 2015 le prix de la Jeunesse du Commonwealth pour l'Excellence en Développement, sous le thème de la Démocratie et des Droits de l'Homme.
En 2016, son organisation Girls Aware a reçu le prix de la Fondation Chirac pour sa contribution à la prévention des conflits au Pakistan,.
En 2017, elle a été co-lauréate avec la journaliste et militante assassinée Gauri Lankesh, du prix Anna-Politkovskaïa et du Raw in War pour la campagne contre l'extrémisme religieux.